# Cầu lông tại Đại hội Thể thao Đông Nam Á
Cầu lông là một trong những môn thể thao lâu đời và quan trọng tại Đại hội Thể thao Đông Nam Á (SEA Games), lần đầu tiên được đưa vào chương trình thi đấu từ kỳ SEAP Games năm 1959 tại Bangkok, Thái Lan. Từ đó đến nay, môn này luôn giữ vị trí then chốt trong chương trình thi đấu của đại hội.
Ban đầu, các nội dung thi đấu bao gồm nội dung đơn nam, đơn nữ, đôi nam, đôi nữ và đôi nam nữ. Qua nhiều kỳ, các nội dung thi đấu được mở rộng và điều chỉnh để phù hợp với sự phát triển của môn thể thao này và nhu cầu của các quốc gia tham dự.

## Tổng quan
| Kì đại hội                          | Năm                                 | Thành phố chủ nhà                   | Số nội dung                         | Đoàn thể thao dẫn đầu               |
| Đại hội Thể thao Bán đảo Đông Nam Á | Đại hội Thể thao Bán đảo Đông Nam Á | Đại hội Thể thao Bán đảo Đông Nam Á | Đại hội Thể thao Bán đảo Đông Nam Á | Đại hội Thể thao Bán đảo Đông Nam Á |
| ----------------------------------- | ----------------------------------- | ----------------------------------- | ----------------------------------- | ----------------------------------- |
| I                                   | 1959                                | Bangkok                             | 2                                   | Thái Lan                            |
| II                                  | 1961                                | Rangoon                             | 5                                   | Thái Lan                            |
| III                                 | 1965                                | Kuala Lumpur                        | 7                                   | Malaysia                            |
| IV                                  | 1967                                | Bangkok                             | 5                                   | Thái Lan                            |
| V                                   | 1969                                | Rangoon                             | 5                                   | Malaysia                            |
| VI                                  | 1971                                | Kuala Lumpur                        | 7                                   | Malaysia                            |
| VII                                 | 1973                                | Singapore                           | 7                                   | Malaysia                            |
| VIII                                | 1975                                | Bangkok                             | 7                                   | Malaysia                            |
| Đại hội Thể thao Đông Nam Á         |                                     |                                     |                                     |                                     |
| IX                                  | 1977                                | Kuala Lumpur                        | 7                                   | Indonesia                           |
| X                                   | 1979                                | Jakarta                             | 7                                   | Indonesia                           |
| XI                                  | 1981                                | Manila                              | 7                                   | Indonesia                           |
| XII                                 | 1983                                | Singapore                           | 7                                   | Indonesia                           |
| XIII                                | 1985                                | Bangkok                             | 7                                   | Indonesia                           |
| XIV                                 | 1987                                | Jakarta                             | 7                                   | Indonesia                           |
| XV                                  | 1989                                | Kuala Lumpur                        | 7                                   | Indonesia                           |
| XVI                                 | 1991                                | Manila                              | 7                                   | Indonesia                           |
| XVII                                | 1993                                | Singapore                           | 7                                   | Indonesia                           |
| XVIII                               | 1995                                | Chiang Mai                          | 7                                   | Indonesia                           |
| XIX                                 | 1997                                | Jakarta                             | 7                                   | Indonesia                           |
| XX                                  | 1999                                | Bandar Seri Begawan                 | 7                                   | Indonesia                           |

| Kì đại hội | Năm  | Thành phố chủ nhà     | Số nội dung | Đoàn thể thao dẫn đầu |
| ---------- | ---- | --------------------- | ----------- | --------------------- |
| XXI        | 2001 | Kuala Lumpur          | 7           | Indonesia             |
| XXII       | 2003 | Thành phố Hồ Chí Minh | 7           | Indonesia             |
| XXIII      | 2005 | Pasig                 | 7           | Indonesia             |
| XXIV       | 2007 | Nakhon Ratchasima     | 7           | Indonesia             |
| XXV        | 2009 | Viêng Chăn            | 7           | Indonesia             |
| XXVI       | 2011 | Jakarta               | 7           | Indonesia             |
| XXVII      | 2013 | Naypyidaw             | 5           | Indonesia             |
| XXVIII     | 2015 | Singapore             | 7           | Indonesia             |
| XXIX       | 2017 | Kuala Lumpur          | 7           | Thái Lan              |
| XXX        | 2019 | Muntinlupa            | 7           | Malaysia              |
| XXXI       | 2021 | Bắc Giang             | 7           | Thái Lan              |
| XXXII      | 2023 | Phnôm Pênh            | 8           | Indonesia             |
| XXXIII     | 2025 | Bangkok               | 7           |                       |
| XXXIV      | 2027 | Malaysia              |             |                       |

## Bảng huy chương
Tính đến SEA Games 2023 | Hạng                | Đoàn                | Vàng | Bạc | Đồng | Tổng số |
| ------------------- | ------------------- | ---- | --- | ---- | ------- |
| 1                   | Indonesia (INA)     | 119  | 80  | 44   | 243     |
| 2                   | Malaysia (MAS)      | 50   | 62  | 107  | 219     |
| 3                   | Thái Lan (THA)      | 39   | 60  | 112  | 211     |
| 4                   | Singapore (SGP)     | 3    | 8   | 56   | 67      |
| 5                   | Campuchia (CAM)     | 1    | 1   | 0    | 2       |
| 6                   | Myanmar (MYA)       | 0    | 2   | 18   | 20      |
| 7                   | Việt Nam (VIE)      | 0    | 0   | 14   | 14      |
| 8                   | Philippines (PHI)   | 0    | 0   | 6    | 6       |
| 9                   | Lào (LAO)           | 0    | 0   | 4    | 4       |
| 10                  | Brunei (BRU)        | 0    | 0   | 1    | 1       |
| Tổng số (10 đơn vị) | Tổng số (10 đơn vị) | 212  | 213 | 362  | 787     |

### Thành tích theo từng quốc gia
| Hạng      | Quốc gia  | Đơn nam | Đơn nữ | Đôi nam | Đôi nữ | Đôi nam nữ | Đồng đội nam | Đồng đội nữ | Đồng đội hỗn hợp | Tổng cộng |
| --------- | --------- | ------- | ------ | ------- | ------ | ---------- | ------------ | ----------- | ---------------- | --------- |
| 1         | Indonesia | 18      | 14     | 16      | 19     | 20         | 18           | 14          | 0                | 119       |
| 2         | Malaysia  | 7       | 10     | 10      | 8      | 6          | 6            | 3           | 0                | 50        |
| 3         | Thái Lan  | 6       | 6      | 6       | 4      | 5          | 3            | 9           | 0                | 39        |
| 4         | Singapore | 1       | 1      | 0       | 0      | 0          | 0            | 1           | 0                | 3         |
| 5         | Campuchia | 0       | 0      | 0       | 0      | 0          | 0            | 0           | 1                | 1         |
| Tổng cộng | Tổng cộng | 32      | 31     | 32      | 31     | 31         | 27           | 27          | 1                | 212       |

## Nhà vô địch
| Năm  | Đơn nam                     | Đơn nữ                   | Đồng đội nam                              | Đồng đội nữ                                     | Đôi nam nữ                                     |
| ---- | --------------------------- | ------------------------ | ----------------------------------------- | ----------------------------------------------- | ---------------------------------------------- |
| 1959 | Thanoo Khadjabye            | Không tổ chức            | Charoen Wattanasin Kamal Sudthivanich     | Không tổ chức                                   | Không tổ chức                                  |
| 1961 | Channarong Ratanaseangsuang | Tan Gaik Bee             | Ng Boon Bee Tan Yee Khan                  | Sumol Chanklum Pankae Phongarn                  | Raphi Kanchanaraphi Pankae Phongarn            |
| 1965 | Tan Aik Huang               | Rosalind Singha Ang      | Ng Boon Bee Tan Yee Khan                  | Pratuang Pattabongse Achara Pattabongse         | Ng Boon Bee Teoh Siew Yong                     |
| 1967 | Sangob Rattanusorn          | Thongkham Kingmanee      | Ng Boon Bee Tan Yee Khan                  | Rosalind Singha Ang Teoh Siew Yong              | Chirasak Champakao Sumol Chanklum              |
| 1969 | Punch Gunalan               | Sylvia Ng Meow Eng       | Punch Gunalan Yew Cheng Hoe               | Rosalind Singha Ang Teoh Siew Yong              | Ng Boon Bee Rosalind Singha Ang                |
| 1971 | Tan Aik Huang               | Rosalind Singha Ang      | Ng Boon Bee Punch Gunalan                 | Thongkam Kingmanee Pachara Pattabongse          | Ng Tat Wai Teh Mei Ling                        |
| 1973 | Punch Gunalan               | Sylvia Ng Meow Eng       | Sangob Rattanusorn Bandid Jaiyen          | Rosalind Singha Ang Sylvia Ng Meow Eng          | Pornchai Sakuntaniyom Thongkam Kingmanee       |
| 1975 | Bandid Jaiyen               | Sylvia Ng Meow Eng       | Pornchai Sakuntaniyom Preecha Sopajaree   | Rosalind Singha Ang Sylvia Ng Meow Eng          | Soong Chok Soon Rosalind Singha Ang            |
| 1977 | Liem Swie King              | Sylvia Ng Meow Eng       | Tjun Tjun Johan Wahjudi                   | Regina Masli Theresia Widiastuti                | Christian Hadinata Regina Masli                |
| 1979 | Hastomo Arbi                | Ivana Lie                | Bandid Jaiyen Preecha Sopajaree           | Verawaty Fajrin Imelda Wiguna                   | Christian Hadinata Imelda Wiguna               |
| 1981 | Liem Swie King              | Verawaty Fajrin          | Rudy Heryanto Kartono                     | Ruth Damayanti Verawaty Fajrin                  | Rudy Heryanto Imelda Wiguna                    |
| 1983 | Wong Shoon Keat             | Ivana Lie                | Bobby Ertanto Christian Hadinata          | Ruth Damayanti Maria Fransisca                  | Christian Hadinata Ivana Lie                   |
| 1985 | Icuk Sugiarto               | Elizabeth Latief         | Jalani Sidek Razif Sidek                  | Rosiana Tendean Imelda Wiguna                   | Christian Hadinata Imelda Wiguna               |
| 1987 | Icuk Sugiarto               | Elizabeth Latief         | Eddy Hartono Liem Swie King               | Rosiana Tendean Verawaty Wiharjo                | Eddy Hartono Verawaty Wiharjo                  |
| 1989 | Icuk Sugiarto               | Susi Susanti             | Rudy Gunawan Eddy Hartono                 | Erma Sulistianingsih Rosiana Tendean            | Eddy Hartono Verawaty Fajrin                   |
| 1991 | Ardy Wiranata               | Susi Susanti             | Rudy Gunawan Eddy Hartono                 | Erma Sulistianingsih Rosiana Tendean            | Ricky Subagja Rosiana Tendean                  |
| 1993 | Joko Suprianto              | Sarwendah Kusumawardhani | Cheah Soon Kit Soo Beng Kiang             | Finarsih Lili Tampi                             | Rudy Gunawan Eliza Nathanael                   |
| 1995 | Joko Suprianto              | Susi Susanti             | Cheah Soon Kit Yap Kim Hock               | Finarsih Lili Tampi                             | Tri Kusharjanto Minarti Timur                  |
| 1997 | Hariyanto Arbi              | Mia Audina               | Sigit Budiarto Candra Wijaya              | Eliza Nathanael Zelin Resiana                   | Candra Wijaya Eliza Nathanael                  |
| 1999 | Taufik Hidayat              | Cindana Hartono Kusuma   | Tesana Panvisvas Pramote Teerawiwatana    | Etty Tantri Cynthia Tuwankotta                  | Chew Choon Eng Chor Hooi Yee                   |
| 2001 | Roslin Hashim               | Sujitra Ekmongkolpaisarn | Sigit Budiarto Candra Wijaya              | Deyana Lomban Vita Marissa                      | Nova Widianto Vita Marissa                     |
| 2003 | Sony Dwi Kuncoro            | Wong Mew Choo            | Choong Tan Fook Lee Wan Wah               | Jo Novita Lita Nurlita                          | Sudket Prapakamol Saralee Thungthongkam        |
| 2005 | Sony Dwi Kuncoro            | Adriyanti Firdasari      | Markis Kido Hendra Setiawan               | Chin Eei Hui Wong Pei Tty                       | Nova Widianto Liliyana Natsir                  |
| 2007 | Taufik Hidayat              | Maria Kristin Yulianti   | Markis Kido Hendra Setiawan               | Vita Marissa Liliyana Natsir                    | Flandy Limpele Vita Marissa                    |
| 2009 | Simon Santoso               | Salakjit Ponsana         | Markis Kido Hendra Setiawan               | Chin Eei Hui Wong Pei Tty                       | Nova Widianto Liliyana Natsir                  |
| 2011 | Simon Santoso               | Fu Mingtian              | Mohammad Ahsan Bona Septano               | Anneke Feinya Agustin Nitya Krishinda Maheswari | Tontowi Ahmad Liliyana Natsir                  |
| 2013 | Tanongsak Saensomboonsuk    | Bellaetrix Manuputty     | Angga Pratama Rian Agung Saputro          | Vivian Hoo Woon Khe Wei                         | Muhammad Rijal Debby Susanto                   |
| 2015 | Chong Wei Feng              | Busanan Ongbumrungpan    | Angga Pratama Ricky Karanda Suwardi       | Amelia Alicia Anscelly Soong Fie Cho            | Praveen Jordan Debby Susanto                   |
| 2017 | Jonatan Christie            | Goh Jin Wei              | Kittinupong Kedren Dechapol Puavaranukroh | Jongkolphan Kititharakul Rawinda Prajongjai     | Dechapol Puavaranukroh Sapsiree Taerattanachai |
| 2019 | Lee Zii Jia                 | Kisona Selvaduray        | Aaron Chia Soh Wooi Yik                   | Greysia Polii Apriyani Rahayu                   | Praveen Jordan Melati Daeva Oktavianti         |
| 2021 | Kunlavut Vitidsarn          | Pornpawee Chochuwong     | Leo Rolly Carnando Daniel Marthin         | Apriyani Rahayu Siti Fadia Silva Ramadhanti     | Chen Tang Jie Peck Yen Wei                     |
| 2023 | Christian Adinata           | Supanida Katethong       | Pramudya Kusumawardana Yeremia Rambitan   | Febriana Dwipuji Kusuma Amalia Cahaya Pratiwi   | Rehan Naufal Kusharjanto Lisa Ayu Kusumawati   |

## Giải thưởng đồng đội
| Năm  | Nam           | Nữ            |           |
| ---- | ------------- | ------------- | --------- |
| 1959 | không tổ chức | không tổ chức |           |
| 1961 | không tổ chức | không tổ chức |           |
| 1965 | Malaysia      | Thái Lan      |           |
| 1967 | không tổ chức | không tổ chức |           |
| 1969 | không tổ chức | không tổ chức |           |
| 1971 | Malaysia      | Thái Lan      |           |
| 1973 | Thái Lan      | Malaysia      |           |
| 1975 | Thái Lan      | Malaysia      |           |
| 1977 | Indonesia     | Indonesia     |           |
| 1979 | Indonesia     | Indonesia     |           |
| 1981 | Indonesia     | Indonesia     |           |
| 1983 | Indonesia     | Indonesia     |           |
| 1985 | Indonesia     | Indonesia     |           |
| 1987 | Indonesia     | Indonesia     |           |
| 1989 | Malaysia      | Indonesia     |           |
| 1991 | Malaysia      | Indonesia     |           |
| 1993 | Indonesia     | Indonesia     |           |
| 1995 | Indonesia     | Indonesia     |           |
| 1997 | Indonesia     | Indonesia     |           |
| 1999 | Indonesia     | Indonesia     |           |
| 2001 | Malaysia      | Indonesia     |           |
| 2003 | Indonesia     | Singapore     |           |
| 2005 | Malaysia      | Thái Lan      |           |
| 2007 | Indonesia     | Indonesia     |           |
| 2009 | Indonesia     | Malaysia      |           |
| 2011 | Indonesia     | Thái Lan      |           |
| 2013 | không tổ chức | không tổ chức |           |
| 2015 | Indonesia     | Thái Lan      |           |
| 2017 | Indonesia     | Thái Lan      |           |
| 2019 | Indonesia     | Thái Lan      |           |
| 2021 | Thái Lan      | Thái Lan      |           |
| Năm  | Nam           | Nữ            | Hỗn hợp   |
| 2023 | Indonesia     | Thái Lan      | Campuchia |